# Первая программа ЦТ
1-я программа Центрального телевидения (также — «ЦТ-1») — основная общесоюзная, информационная, общественно-политическая, познавательная и художественная общесоюзная программа Центрального телевидения СССР. Редакции и студии телеканала располагались в телецентре «Останкино» (АСК-1).

## История

### 1931—1951. Предыстория
1 октября 1931 года в Советском Союзе началось регулярное механическое вещание из Сокольнической радиостанции имени А. С. Попова на ул. 25 Октября, 7 (ныне ул. Никольская). Фактически телеканал не имел названия, а назывался условно, ведущие приветствовали зрителей «Дальновидения» — термин, использовавшегося в то время для обозначения телевидения. Вещание велось раздельно — изображение передавалось на одних волнах, а звук — на других.
В 1934 году появилось звуковое телевидение (картинка и звук вместе). На Никольской улице был построен новый телевизионный передатчик, подключённый к двум широковещательным радиостанциям.
Строительство телевизионного центра с применением электронных систем (аналоговое вещание), началось в 1936 году. Спустя год, в 1937 году на базе Шаболовской радиостанции был построен телецентр, и то же время проходили экспериментальные телевизионные передачи электронного телевидения, регулярные передачи которого начались в 1939 году. Первой передачей, которую показал «Московский телецентр» (МТЦ), стала хроника открытия XVIII съезда ВКП(б). Впоследствии телеканал упоминался как «Московский телецентр» — это все также условное название, а не фактическое. Телеканал вещал пять раз в неделю, по вечерам.
22 марта 1951 года на базе Московского телецентра была создана Центральная студия телевидения (ЦСТ), появились первые редакции: литературно-драматического вещания, музыкального, передач для детей и т. д. Все программы шли в прямом эфире, запись и монтаж появились позднее. Расширился формат вещания: помимо общественно-политических передач, фильмов, концертов, театральных постановок появились новые жанры — тележурналы, репортажи, телеочерки.

### 1951—1967. Становление ЦТ
22 марта 1951 года была создана Центральная студия телевидения (ЦСТ) для подготовки и выпуска собственных передач, а также для заказа производства телефильмов и телеспектаклей (ранее транслировались только кинохроника, художественные и документальные кинофильмы). За МТЦ осталась только техническая часть подготовки передач и распространение передач посредством радиоволн в Москве и Московской области, а сам он был передан Министерству связи СССР, но в 1960 году — возвращён Гостелерадио СССР. С 1 января 1955 года ЦСТ вещает ежедневно вечером. 14 февраля 1956 года после начала ведения ЦСТ двухпрограммного телевещания стала считаться её Первой программой.
В 1956 году начала выходить программа «Последние известия», с июля 1956 года — два раза в день, в 1960 году стала называться «Новости». С 1956 года студия стала вести прямые трансляции различных мероприятий (первой трансляцией стал показ парада и праздничной демонстрации на Красной площади в Москве 1 мая 1956 года). В 1962 году был передан репортаж с борта космических кораблей «Восток-3» и «Восток-4», что положило начало космическому телевидению.
В течение 1955—1960 годов программа охватила вещанием центральную часть страны:
- в 1955 году программа начала ретранслироваться в Калининской области[14],
- в 1956 году — во Владимирской[15], Рязанской[16], Тульской областях[17],
- в 1957 году — в Ярославской[18], Калужской[19] и Смоленской областях[20],
- в 1958 году — в Ивановской[21], Костромской[22] и Воронежской областях[23],
- в 1959 году — в Орловской[24], Курской[25] и Белгородской областях[26],
- в 1960 году — в Тамбовской[27], Липецкой[28], Ростовской[29] и Брянской областях[30].

В 1961—1967 годах вещание Первой программы было распространено на оставшиеся АССР, края и области европейской части СССР, где программа Центрального телевидения (ЦТ) стала покрывать уже существующую программу местной студии:
- в 1961 году в Горьковской[31] и Вологодской области[32], Мордовской АССР[33],
- в 1962 году — в Чувашской[34], Северо-Осетинской[35] и Татарской АССР[36],
- в 1963 году — в Удмуртской АССР[37], Волгоградской[38], Курганской[39] и Псковской области[40],
- в 1964 году — в Куйбышевской области[41],
- в 1965 году — в Пензенской[42], Саратовской области[43], Дагестанской[44] и Карельской АССР[45],
- в 1966 году — в Башкирской АССР[46] и Оренбургской области[47],
- в 1967 году в Кировской области[48].

В этот период появился целый ряд программ, на долгие годы ставших флагманами отечественного телевидения: «Здоровье» (с 1960 г.), «Клуб путешественников» (с 1960 г.), «КВН» (с 1961 г.), «Голубой огонёк» (c 1962 г.), «Кинопанорама» (с 1962 г.), «Музыкальный киоск» (с 1962 г.), «Сельский час» (с 1963 г.), «Будильник» (с 1965 г.), «Кабачок „13 стульев“» (с 1966 г.), и другие. В 1960-е годы начался выпуск телевизионных художественных фильмов (до этого на ТВ показывали только кинофильмы, первоначально демонстрировавшиеся в кинотеатрах). Сначала телефильмы были односерийными, а затем появились и многосерийные. Первым многосерийным телефильмом стал 4-серийный «Вызываем огонь на себя» (1965 г.).

### 1967—1985. Годы застоя и расцвет ЦТ
Со 2 ноября 1967 года вещание программы охватило всю территорию страны с помощью телевизионной спутниковой сети «Орбита»; при этом в Сибири, на Дальнем Востоке, в ряде областей Казахстана и Средней Азии начала вещать самостоятельная программа «Орбита», формировавшаяся из передач «Первой программы ЦТ».
В том же 1967 году Центральному телевидению был передан новый аппаратно-студийный комплекс в телецентре «Останкино», имевший 10 аппаратно-студийных блоков, 4 аппаратно-студийных блока телекино и несколько аппаратных видеозаписи. Появление большого количества АСК привело к появлению множества новых тематических передач — «Служу Советскому Союзу!» (с 1967 г.), «В мире животных» (с 1968 г.), «Международная панорама» (с 1969 г.), «Человек и закон» (с 1970 г.), «От всей души» (c 1971 г.), «Песня года» (с 1971 г.), «Очевидное — невероятное» (с 1973 г.), «9 студия» (с 1974 г.), «Утренняя почта» (с 1974 г.), «АБВГДейка» (с 1975 г.), «Что? Где? Когда?» (с 1975 г.), «В гостях у сказки» (с 1976 г.), «Вокруг смеха» (с 1978 г.), «До 16 и старше…» (с 1983 г.).
В 1968 году вместо Отдела производства фильмов при ЦТ было учреждено хозрасчётное государственное учреждение «Творческое объединение „Экран“», осуществлявшее производство и заказ производства телефильмов другими кино- и телестудиями. Появление 4 АСК телекино привело к увеличению количества выпускаемых ТО «Экран» собственных телефильмов («Тени исчезают в полдень», «Семнадцать мгновений весны», «Вечный зов», «Следствие ведут ЗнаТоКи», «Рождённая революцией», «ТАСС уполномочен заявить» и другие), а также к началу выпуска детских и мультипликационных телефильмов.
Распространение репортажных установок привело к появлению в 1968 году большой информационной программы, получившей название «Время», а также новых тематических передач и увеличению выпуска телефильмов. Появление нескольких аппаратных видеозаписи привело к сильному сокращению прямых передач, которыми остались только передачи дикторского текста, а также трансляции отдельных мероприятий и спортивных состязаний. Сам Московский телецентр (МТЦ) стал Общесоюзным телецентром (ОТЦ), (позднее стал носить название — «Телевизионный технический центр имени 50-летия Октября»), его передающая часть была переподчинена Министерству связи и стала Общесоюзной радиотелевизионной передающей станцией.
25 января 1971 года Гостелерадио СССР по системе «Орбита» запустило дубль «Первой программы ЦТ» — программу «Восток»: она предназначалась для Урала, Средней Азии и части Казахстана и учитывала разницу часовых поясов (+2 часа от московского времени). С 1 января 1976 года ЦТ запустило ещё три дубля «Первой программы ЦТ» (программы «Орбита-1,-2,-3») специально для восточных территорий СССР с временным сдвигом +8, +6 и +4 часа. В 1984 году охват вещания «Первой программы ЦТ» достиг 92 % населения СССР.

### 1985—1991. Годы перестройки и закат ЦТ
Во второй половине 1980-х гг. вновь стали появляться прямые телепередачи — «12 этаж» (в 1985—1987 гг.). В этом же году, «Взгляд» (1987—1991), «Пресс-клуб» и др.). Одновременно с тем начала изменяться информационная служба — в 1986 году появилась утренняя информационная программа «60 минут», в 1987 году переименованная в «90 минут», а позже «120 минут», ещё позже — «Утро», в 1989 году была создана информационная программа «Телевизионная служба новостей», выходившая в эфир ежедневно поздно вечером, ведущими которой стали ведущие программы «120 минут», информационно-аналитическая программа «7 дней» (в следующем году её выпуск был прекращён), ведущими которой стали Эдуард Сагалаев и Александр Тихомиров.
В 1988 году для продажи передач другим телеорганизациям и закупки телепередач у них было создано Внешнеторговое объединение «Совтелеэкспорт», а для осуществления обмена передачами с ними — фирма «Совтелевидео». Итальянское рекламное агентство Pubitalia-80 получило право на размещение рекламы «Прогресс, информация, реклама», производившейся Главной редакцией научно-популярных и просветительских программ ЦТ, при его поддержке на ЦТ появилась телевикторина «Счастливый случай». Также Главная дирекция программ ЦТ была реорганизована в Генеральную дирекцию программ ЦТ, ТО «Экран» в ТПО «Союзтелефильм».
Частью сотрудников Главной редакции программ для молодёжи ЦТ были учреждены телекомпания ВИD и Авторское телевидение (АТВ), для закупки передач у которой вместо самой редакции были созданы соответственно студия «Эксперимент» и «Новая студия», получившая статус юридического лица и право на размещение рекламы в рамках передач, которое переходило к телекомпании ВИD и АТВ в обмен на подготовленные передачи, несколько позднее статус юридических лиц получили Главная редакция информации ЦТ и Главная редакция телепрограмм для Москвы и Московской области, реорганизованные соответственно в Студию информационных программ (1 ноября того же года была ликвидирована, а вместо неё было создано Информационное телевизионное агентство) и Студия московских программ. Среди прочих телекомпания ВИD стала подготавливать телевикторину «Поле чудес» (нелицензированный аналог американской телеигры «Wheel of Fortune»), вскоре ставшую одной из самых популярных передач.
8 февраля 1991 года вместо Государственного комитета СССР по телевидению и радиовещанию была создана Всесоюзная государственная телевизионная и радиовещательная компания (Всесоюзная ГТРК), сочетавшей в себе права государственного органа и государственного предприятия, председатель которой должен был назначаться Президентом СССР (им стал Леонид Кравченко, программы «ТСН», «Взгляд», «Пресс-клуб», «До и после полуночи» были закрыты, однако уже 27 августа он был освобождён от должности. Новым председателем Всесоюзной ГТРК был назначен Егор Яковлев, а первым заместителем председателя и генеральным директором — Эдуард Сагалаев, после чего коллектив программы «Телевизионная служба новостей» вернулся во Всесоюзную ГТРК, а выход в эфир программ «Взгляд», «Пресс-клуб», «До и после полуночи» был возобновлён.
Во время попытки государственного переворота по распоряжению самопровозглашённого ГКЧП все телеканалы Всесоюзной ГТРК отказались от обычной эфирной сетки, заменив все программы (за исключением информационных) показом балета П. И. Чайковского «Лебединое озеро».
27 августа 1991 года новым председателем Всесоюзной ГТРК был назначен Егор Яковлев, а первым заместителем председателя и генеральным директором — Эдуард Сагалаев. Коллектив программы «Телевизионная служба новостей» вернулся на «Первую программу ЦТ», на его базе была создана новая информационная служба канала, (получила название Информационное телевизионное агентство, директором был назначен Борис Непомнящий, ранее старший редактор программы «Время», главным редактором Олег Добродеев) в которую вошла часть коллектива новостей Всесоюзной ГТРК.

### Прекращение вещания
Указ Президента РФ от 27 декабря предписывал ликвидацию Всесоюзной ГТРК и создание на её базе Российской государственной телевизионной и радиовещательной компании «Останкино» (РГТРК «Останкино»), председателем её был назначен председатель Всесоюзной ГТРК Е. В. Яковлев. В январе-марте 1992 года вместо Генеральной дирекции программ ЦТ, тематических студий, творческих объединений и главных редакций ЦТ были созданы Дирекция программ РГТРК «Останкино», тематические студии и творческие объединения РГТРК «Останкино». Однако в печатной сводке программ передач вплоть до февраля указывалось название телеканала, использовавшееся с 16 мая 1957 по 15 сентября 1991 года.

## Программы
Включала передачи, освещающие важнейшие события политической, экономической, культурной жизни СССР и за рубежом, трансляции праздничных и торжественных собраний, демонстраций, митингов трудящихся, правительственных встреч и других крупных политических мероприятий, репортажи из космоса. Основные передачи:
- информационные («Время» и «Новости»),
- информационно-публицистические («Международная панорама», «Содружество», «Советский Союз глазами зарубежных гостей», «Служу Советскому Союзу», «Дневник соцсоревнования», «Сельский час», «Подвиг», «Наука сегодня», «Слово учёному», «Человек и закон», документальные кинофильмы различных киностудий СССР, документальные телефильмы произведённые Творческим объединение «Экран», кино- и телестудиями по его заказу),
- художественно-публицистические («Беседы о литературе» и «Кинопанорама»),
- художественные (телевизионные премьеры и повторные телевизионные показы отечественных художественных кинофильмов, премьерные и повторные показы художественных и мультипликационных телефильмов, произведённых Творческим объединением «Экран» и кино- и телестудиями по его заказу; показы иностранных телефильмов — например, польский сериал «Четыре танкиста и собака» и английский сериал «Сага о Форсайтах»[49]),
- театральные и телевизионные спектакли, эстрадные и телевизионные музыкальные концерты, юмористические концерты, музыкальные концерты самодеятельных коллективов, музыкальные и юмористические концертные передачи, такие как «Голубой огонёк»,
- детские («Встречи со знатными людьми», «Костёр», «Будильник», телевизионные премьеры и повторные телевизионные показы детских художественных кинофильмов Центральной киностудии детских и юношеских фильмов, мультипликационных фильмов киностудии «Союзмультфильм», художественных кинофильмов и мультфильмов прочих киностудий, премьерные и повторные показы детских художественных и мультипликационных телефильмов, премьерные и повторные показы детских телеспектаклей),
- молодёжные («Испытай себя» и другие),
- научно-популярные («Клуб кинопутешествий», «В мире животных», «Очевидное — невероятное», «Человек. Земля. Вселенная» и «Здоровье»),
- учебные передачи (выходили с начала 1955 года, первыми учебными программами были циклы передач «Автомобиль» и «О происхождении жизни на Земле»[49]; существовала постоянная рубрика «В помощь школе», включавшая телеуроки для школьников; в 1965 году из учебных передач был создан отдельный канал — «Третья (учебная) программа ЦТ», по тематике являвшаяся образовательной[78]),
- трансляции спортивных соревнований[4].

Программная сетка телеканала в будние дни состояла из слотов, в которых выходили передачи, нацеленные на ту или иную категорию зрителей. По состоянию на 1979 год, выделялись:
- Утренний блок (8:00—12:00) — включал передачи для тех, кто работал посменно, для учащихся второй смены, для дошкольников, пенсионеров, домохозяек и так далее.
- С 12:00 до 14:00 был перерыв в вещании. После перерыва выходили документальные и познавательные программы, ориентированные не только на школьников, но и на широкую зрительскую аудиторию. Затем шли передачи для молодёжи и юношества.
- В 18:00 начиналась основная вечерняя программа, рассчитанная на широкую аудиторию.

В выходные дни дневного перерыва в вещании не было, а выходившие в эфир программы были ориентированы на самую широкую аудиторию.

## Хронология названий телеканала
| Дата                            | Название                                                               |
| ------------------------------- | ---------------------------------------------------------------------- |
| 22 марта 1951 — 13 февраля 1956 | Центральная студия телевидения (ЦСТ)                                   |
| 14 февраля 1956 — 15 мая 1957   | Первая программа ЦСТ                                                   |
| 16 мая 1957 — 27 декабря 1991   | Первая программа ЦТ (с 16 сентября 1991 года, а также Первый канал ЦТ) |

## Мнения
- Фёдор Раззаков, российский писатель и журналист:

В отличие от нынешнего российского ТВ, советское ставило перед собой цель воспитать гармоничного, морально ответственного человека, к тому же умного. Одних образовательных и учебных телепрограмм в СССР было больше десятка. Причем они охватывали самую разную аудиторию — от самых маленьких граждан до пожилых.